# 维尔瓦克托
维尔瓦克托（拉丁語：Vervactor）古罗马宗教和神话中的神祇之一。它作为古罗马人所崇拜以及供奉的众多神祇之一发挥影响并产生作用，亦是古罗马职司农业的众神之一。